# Silene mirei
Silene mirei är en nejlikväxtart som beskrevs av Chevass. och Quezel. Silene mirei ingår i släktet glimmar, och familjen nejlikväxter. Inga underarter finns listade i Catalogue of Life.